# Stopy cynku

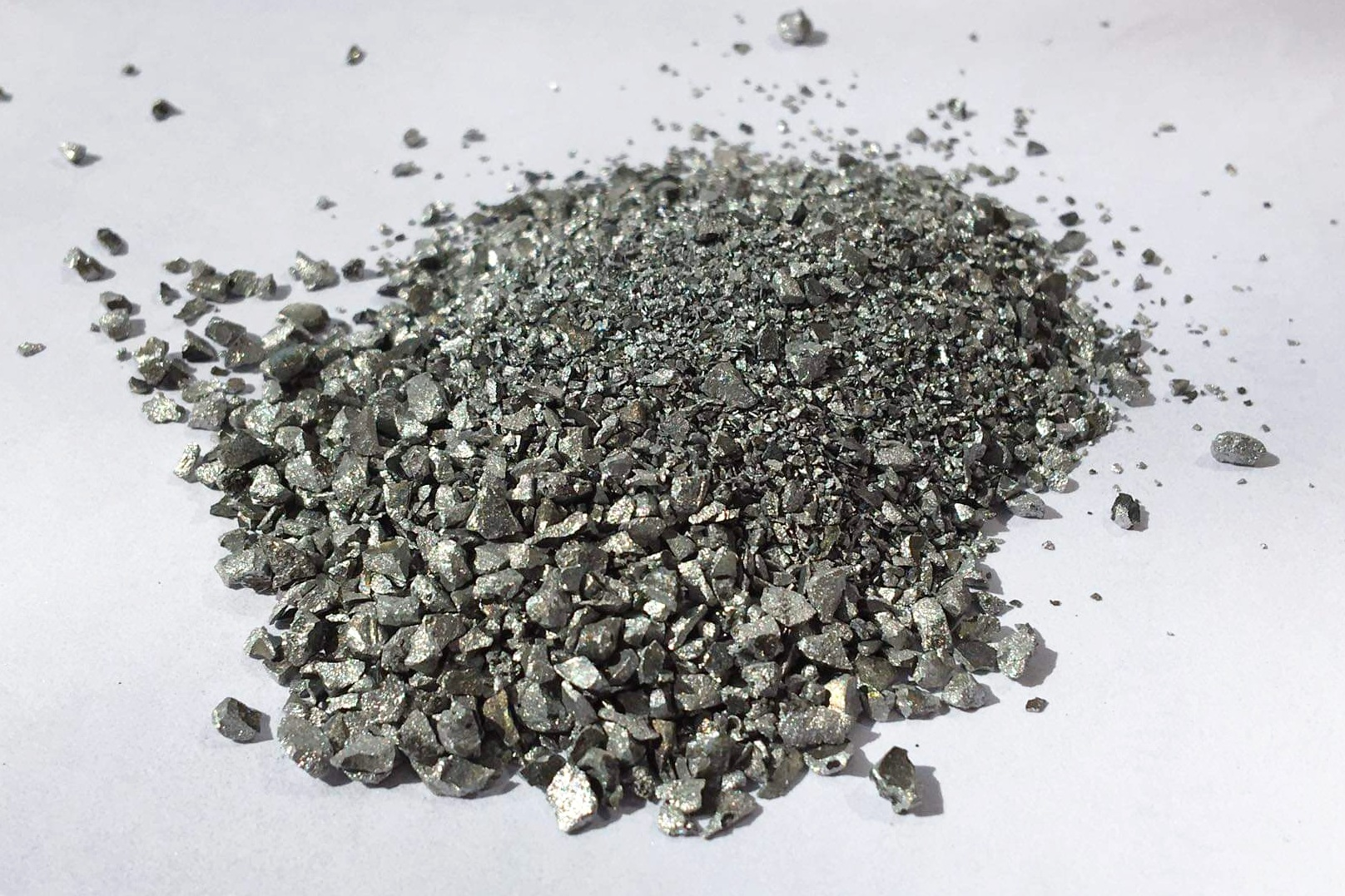
Stop Devardy, zawierający 5% cynku

Stopy cynku – stopy metali, w których głównym składnikiem jest cynk oraz zawierające dodatki aluminium, miedzi i magnezu. Stopy cynku są tanim substytutem miedzi stopowej. W porównaniu do niej stopy cynku posiadają gorsze własności wytrzymałościowe i są mniej odporne na korozję. Ze względu na to stosowane są tylko przy konstrukcjach i elementach mniej wymagających.
Polska Norma PN-xx/H-87102 podaje sześć stopów cynku ogólnego przeznaczenia: Z40 (ZnAl4), Z41 (ZnAl4Cu1), Z43 (ZnAl4Cu3), Z82 (ZnAl8Cu2), Z105 (ZnAl10Cu5) i Z284 (ZnAl28Cu4). Stopy cynku dostarczane są w postaci wyrobów hutniczych lub na odlewy.
Europejska Norma podaje następujące rodzaje stopów cynku:
| Znak stopu          | ZnAl4     | ZnAl4Cu1   | ZnAl4Cu3  | ZnAl6Cu1 | ZnAl8Cu1  | ZnAl11Cu1 | ZnAl27Cu2  | ZnCu1CrTi |
| ------------------- | --------- | ---------- | --------- | -------- | --------- | --------- | ---------- | --------- |
| Numer stopu         | ZL0400    | ZL0410     | ZL0430    | ZL0610   | ZL0810    | ZL1110    | ZL2720     | ZL0010    |
| Oznaczenie skrócone | ZL3       | ZL5        | ZL2       | ZL6      | ZL8       | ZL12      | ZL27       | ZL16      |
| Pierwiastek [%]     | min max   | min max    | min max   | min max  | min max   | min max   | min max    | min max   |
| Al                  | 3,8 4,2   | 3,8 4,2    | 3,8 4,2   | 5,6 6,0  | 8,2 8,8   | 10,8 11,5 | 25,5 28,0  | 0,01 0,04 |
| Cu                  | - 0,03    | 0,7 1,1    | 2,7 3,3   | 1,2 1,6  | 0,9 1,3   | 0,5 1,2   | 2,0 2,5    | 1,0 1,5   |
| Mg                  | 0,035 0,6 | 0,035 0,06 | 0,035 0,6 | - 0,005  | 0,02 0,03 | 0,02 0,03 | 0,012 0,02 | - 0,02    |
| Cr                  | - -       | - -        | - -       | - -      | - -       | - -       | - -        | 0,1 0,2   |
| Ti                  | - -       | - -        | - -       | - -      | - -       | - -       | - -        | 0,15 0,25 |
| Pb                  | - 0,003   | - 0,003    | - 0,003   | - 0,003  | - 0,005   | - 0,005   | - 0,005    | - 0,005   |
| Cd                  | - 0,003   | - 0,003    | - 0,003   | - 0,003  | - 0,005   | - 0,005   | - 0,005    | - 0,004   |
| Sn                  | - 0,001   | - 0,001    | - 0,001   | - 0,001  | - 0,002   | - 0,002   | - 0,002    | - 0,003   |
| Fe                  | - 0,020   | - 0,020    | - 0,020   | - 0,020  | - 0,035   | - 0,050   | - 0,070    | - 0,040   |
| Ni                  | - 0,001   | - 0,001    | - 0,001   | - -      | - 0,001   | - -       | - -        | - -       |
| Si                  | - 0,020   | - 0,020    | - 0,020   | - 0,020  | - 0,035   | - 0,050   | - 0,070    | - 0,040   |
| Zn                  | reszta    | reszta     | reszta    | reszta   | reszta    | reszta    | reszta     | reszta    |